# Stylochaeta scirtetica
Stylochaeta scirtetica är en djurart som tillhör fylumet bukhårsdjur, och som beskrevs av Brunson 1950. Stylochaeta scirtetica ingår i släktet Stylochaeta och familjen Dasydytidae. Inga underarter finns listade i Catalogue of Life.